# Massepha grisealis
Massepha grisealis là một loài bướm đêm trong họ Crambidae.